# 拜蒂克洛堡
拜蒂克洛堡（羅馬化：Maṭṭakkaḷappuk Kōṭṭai，羅馬化：Madakalapuwa Balakotuwa)是一座位於斯里蘭卡巴提卡洛阿，於1628年建造的要塞設施，曾在1638年5月18日被荷蘭東印度公司佔領，後則交由英國使用。
該堡壘共設有四個棱堡，兩側則受到拜蒂克洛潟湖和運河保護。目前堡壘依然完好保存，目前在舊建築中也安置了斯里蘭卡政府的幾個地方行政部門。

## 歷史
在拜蒂克洛堡興建之前，葡萄牙人曾在17世紀初期於巴提卡洛阿西海岸設立一個堡壘，後則在1622年於東海岸興建拜蒂克洛堡，整體工事則在1628年建設完成。
1636年，康提王國的國王捨那羅多那的繼任者羅闍辛伽二世請求荷蘭人援助將葡萄牙人驅逐出錫蘭，以換取對貿易的壟斷。因此由亞當·韋斯特沃爾特和安東尼·凱恩領導的荷蘭東印度公司艦隊於1638年佔領了拜蒂克洛堡和腓特烈堡，兩個建築最後則在1640年移交給了拉賈辛哈，並在康提王國管理了數年後遭到拆除的下場。
1665年，荷蘭人在葡萄牙堡壘的舊址進行拜蒂克洛堡的重建工程，在1682年開始裝修，新的拜蒂克洛堡最終則在1707年正式完工，並增加了一些新的設施。然而到了18世紀中期，由於維護成本過高及位置不便的因素，拜蒂克洛堡並沒有駐軍，甚至還面臨建築年久失修的問題。1772年，拜蒂克洛堡在沒有任何抵抗的情況下移交給英國人，並在1802年的《亞眠和約》中連同整個錫蘭一起被割讓給了英國。
近代，該建築物曾受到斯里兰卡内战的影響受到破壞，不過建築物依然保持完好的狀態，2004年12月26日，由於印度洋大地震引發的海嘯災害，導致拜蒂克洛堡結構及其周圍的防禦工事受損。

## 圖片

拜蒂克洛堡
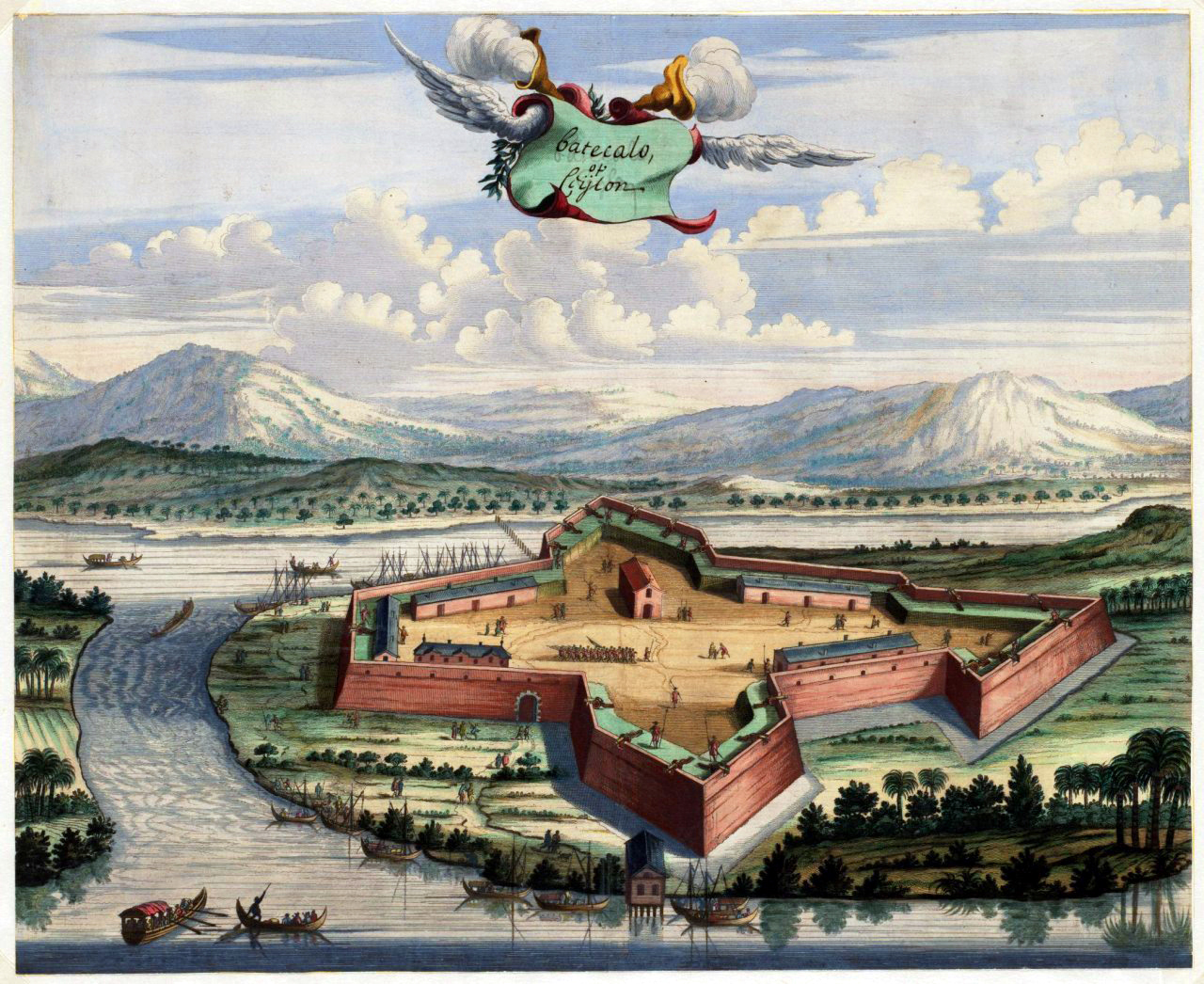
1672年的拜蒂克洛堡地圖
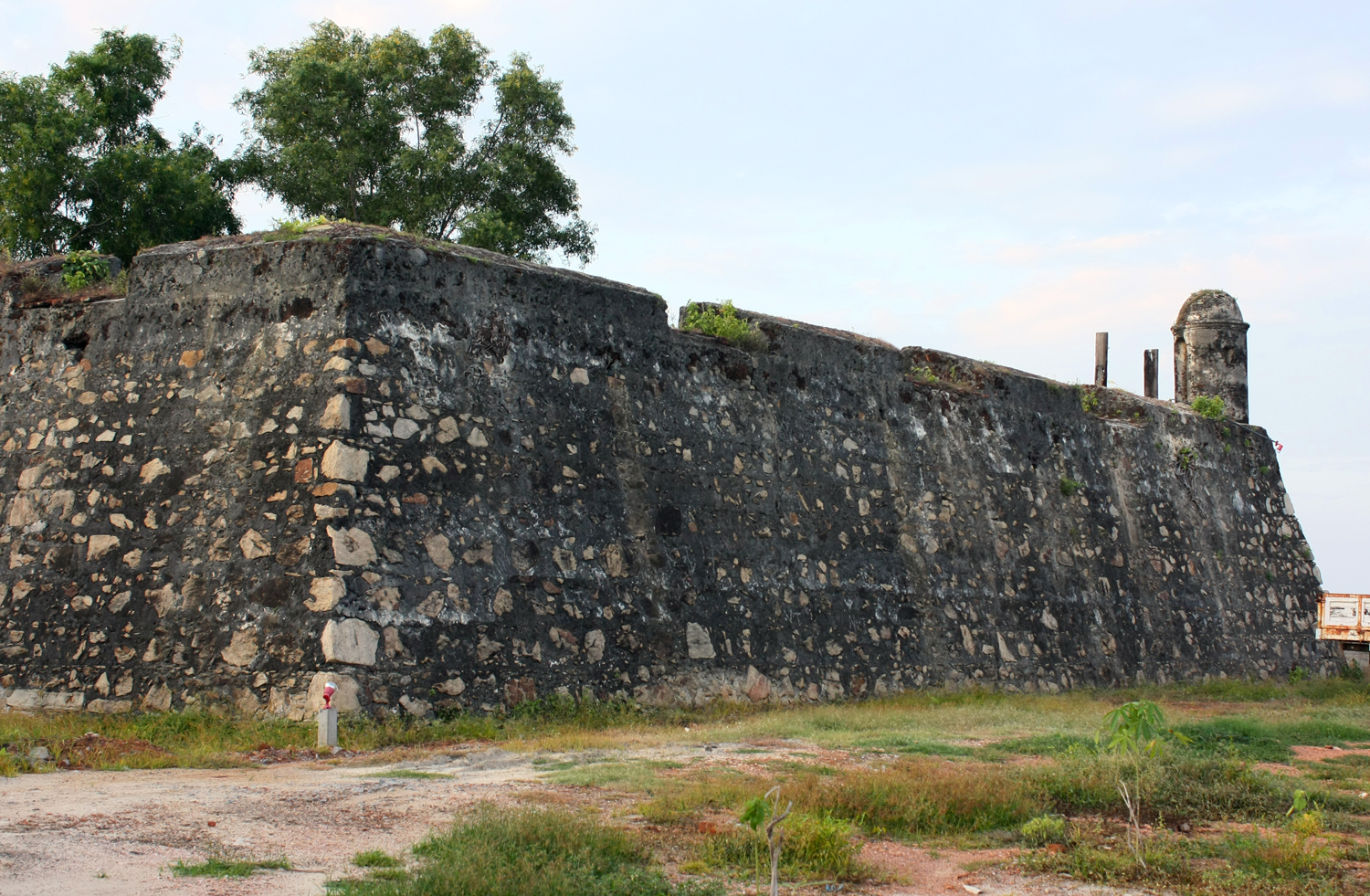
拜蒂克洛堡東南處城牆
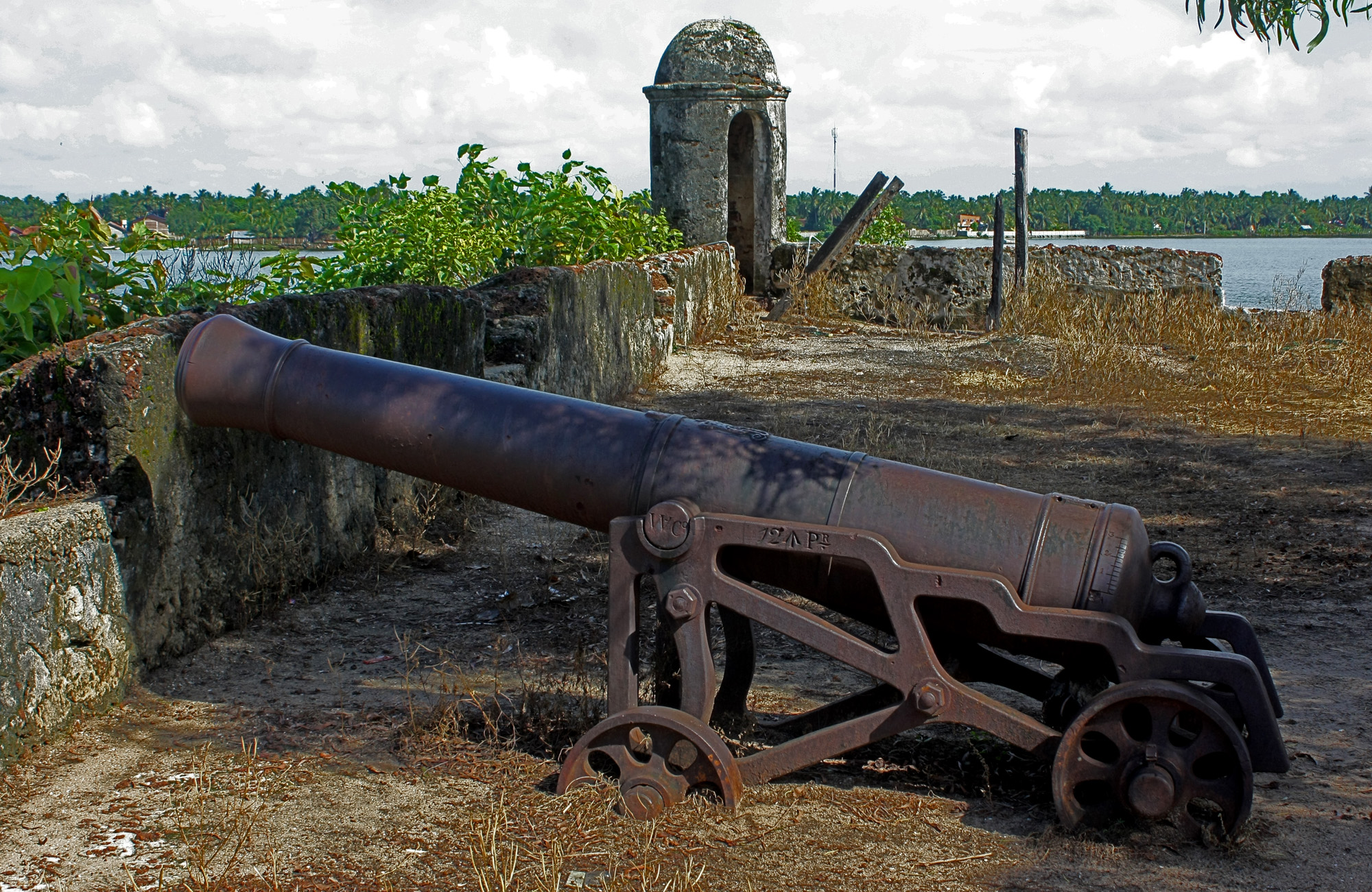
拜蒂克洛堡頂部的大砲

## 外部連結
- 世界古蹟基金會網站 （页面存档备份，存于）